# 한국언론재단
한국언론재단(韓國言論財團)은 신문, 방송, 통신, 인터넷 등 미디어의 균형발전을 도모하고, 저널리즘의 질적 제고를 통해 민주적 여론형성과 수용자의 권익 증진 및 주권확립에 기여하기 위해 설립된 재단법인 단체이다. 1999년에 설립되었으며, 대한민국 신문 등의 진흥에 관한 법률 제29조에 따라 2009년 해산되어 한국언론진흥재단으로 새로 태어났다.

## 주소
서울시 중구 태평로 33 프레스센터

## 같이 보기
- 한국언론진흥재단